# Wiesław Kossakowski
Wiesław Ryszard Kossakowski (ur. 17 października 1957 w Płocku) – polski polityk, poseł na Sejm II kadencji.

## Życiorys
Jest absolwentem III Liceum Ogólnokształcącego w Płocku. W 1990 uzyskał mandat radnego miasta Płocka z ramienia Polskiej Partii Zielonych. Pełnił funkcję posła na Sejm II kadencji wybranego z listy Polskiego Stronnictwa Ludowego w województwie płockim. Kandydował z ramienia PSL jako lider PPZ. W trakcie kadencji partia podpisała porozumienie o wejściu w skład koalicji Sojusz Lewicy Demokratycznej, wobec czego jej przewodniczący przeszedł do klubu parlamentarnego SLD. Po powołaniu partii SLD został jej członkiem.
W 2002 ponownie zasiadł w płockiej radzie miasta. W grudniu 2003 zawiesił członkostwo w klubie radnych SLD, a w lutym 2004 został usunięty z partii. Przystąpił następnie do tworzenia lokalnych struktur Socjaldemokracji Polskiej. W 2006 został wybrany do rady Płocka z lokalnego komitetu „Nasze Miasto Płock”. Pracuje jako pełnomocnik ds. systemu zarządzania jakością w Miejskim Towarzystwie Budownictwa Społecznego w Płocku. W 2010 nie odnowił mandatu, startując z listy stowarzyszenia „Nasz Kraj”.
W 1997 otrzymał Srebrny Krzyż Zasługi.